# Fotoquímica

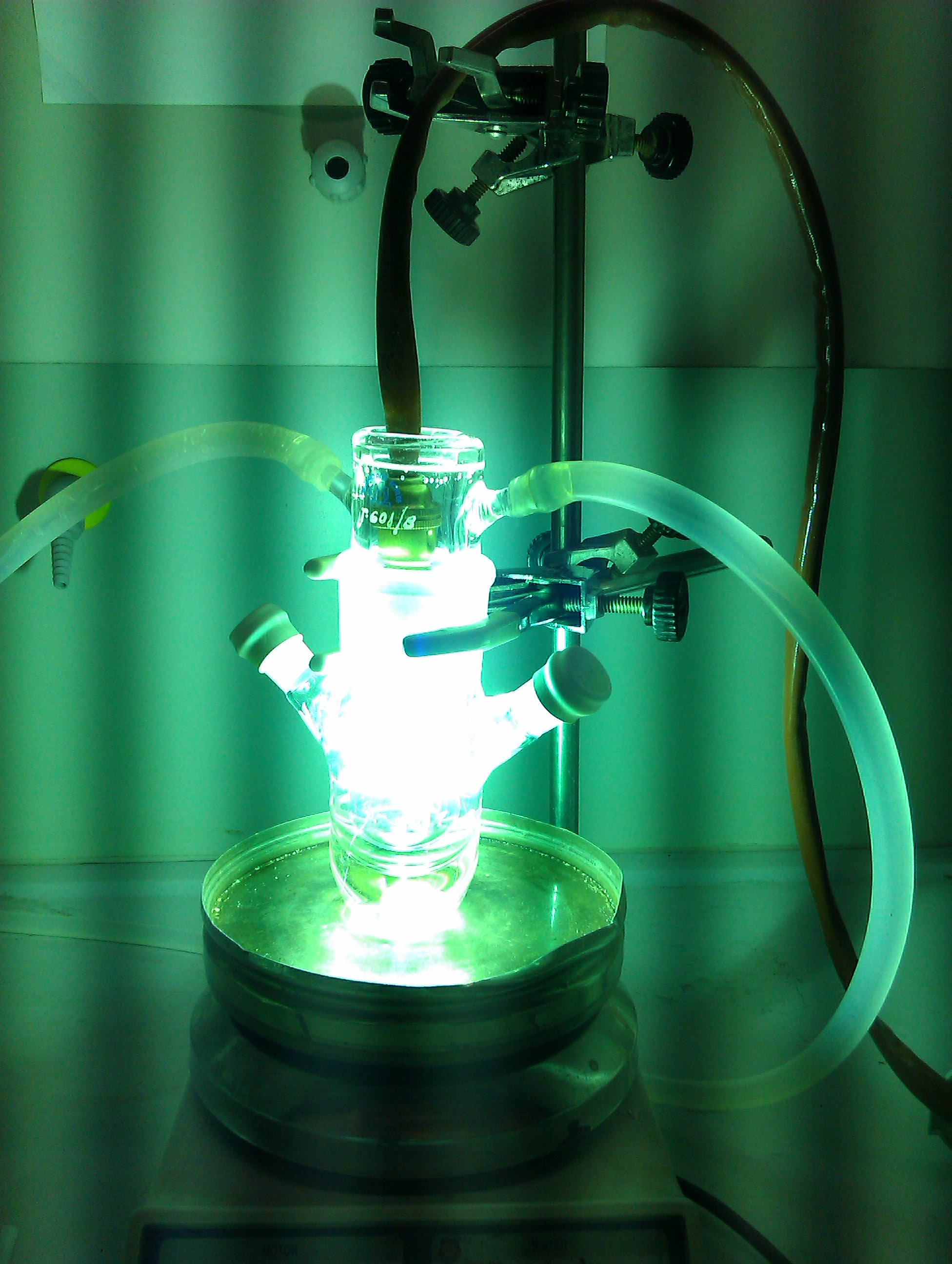
Reactor fotoquímico de baja temperatura con lámpara de vapor de mercurio de una capacidad de 50 mL.

La fotoquímica, una subdisciplina de la química, es el estudio de las interacciones entre átomos, moléculas pequeñas, y la luz (o radiación electromagnética). En los procesos fotoquímicos, la energía de activación necesaria para iniciar una reacción procede de la radiación electromagnética en lugar de la energía térmica. En estos procesos, los fotones interaccionan con la molécula y su energía asociada (E = hν) es absorbida de forma cuantizada y utilizada por la molécula en diferentes procesos, como reorganizar sus enlaces, disociarse en moléculas más pequeñas, etc.
El estudio de la fotoquímica se rige principalmente por dos leyes básicas. La primera ley de la fotoquímica, conocida como la ley de Grotthus-Draper (por los químicos Theodor Grotthuss y John William Draper), establece que la luz debe ser absorbida por una sustancia química para que dé lugar a una reacción fotoquímica. La segunda ley de la fotoquímica, la ley de Stark-Einstein (por los físicos Johannes Stark y Albert Einstein), establece que para cada fotón de luz absorbido por un sistema químico, solamente una molécula es activada para una reacción fotoquímica. Esto es también conocido como la ley de la fotoequivalencia y fue derivada por Albert Einstein en el momento en que la teoría cuántica de la luz estaba siendo desarrollada.
La fotoquímica puede ser introducida como una reacción que procede con la absorción de luz. Normalmente, una reacción (no solo una reacción fotoquímica) ocurre cuando una molécula gana la energía de activación necesaria para experimentar cambios. Un ejemplo de esto es la combustión de la gasolina (un hidrocarburo) en dióxido de carbono y agua. Esta es una reacción química en la que una o más moléculas o especies químicas se transforman en otras. Para que esta reacción se lleve a cabo debe ser suministrada energía de activación. La energía de activación es provista en la forma de calor o una chispa. En el caso de las reacciones fotoquímicas, es la luz la que provee la energía de activación.
La absorción de un fotón de luz por una molécula reactiva puede además permitir que ocurra una reacción no solo llevando la molécula a la energía de activación necesaria, sino también cambiando la simetría de la configuración electrónica de la molécula, permitiendo un camino de reacción de otra forma inaccesible, tal como lo describen las reglas de selección de Woodward-Hoffman. Una reacción de cicloadición de 2+2 es un ejemplo de una reacción pericíclica que puede ser analizada utilizando estas reglas o por la relacionada teoría del orbital molecular.

## Principales conceptos
Los pilares de la fotoquímica son la espectroscopia UV, reacciones fotoquímicas en química orgánica y fotosíntesis en bioquímica.
Otros términos importantes para la fotoquímica son: Fotones, absorción y emisión (transiciones electrónicas), el principio de Franck-Condon, los niveles de energía, el espín, la conversión interna, el efecto fotoeléctrico y el efecto Compton.

### Ley de Grotthuss-Draper y ley de Stark-Einstein
La fotoexcitación es el primer paso de un proceso fotoquímico en el que el reactivo se eleva a un estado de mayor energía, un estado excitado. 
La primera ley de la fotoquímica, conocida como Ley de Grotthuss-Draper (por los químicos Theodor Grotthuss y John W. Draper), establece que la luz debe ser absorbida por una sustancia química para que se produzca una reacción fotoquímica. De acuerdo con la segunda ley de la fotoquímica, conocida como Ley de Stark-Einstein (en honor a los físicos Johannes Stark y Albert Einstein), por cada fotón de luz absorbido por un sistema químico, no se activa más de una molécula para una reacción fotoquímica, definida por el rendimiento cuántico.

### Fluorescencia y fosforescencia
Cuando una molécula o átomo en  estado básico (S0) absorbe luz, un electrón es excitado a un nivel orbital superior. Este electrón mantiene su espín según la regla de selección de espín; otras transiciones violarían la ley de  conservación del momento angular.
La excitación a un estado singuiente superior puede ser de HOMO a LUMO o a un orbital superior, de modo que son posibles estados de excitación singlete S1, S2, S3... a diferentes energías.
La regla de Kasha estipula que los estados singlete superiores se relajarían rápidamente por desintegración sin radiación o conversión interna (CI) a S1. Así, S1 es normalmente, pero no siempre, el único estado excitado singlete relevante. Este estado excitado S1 puede relajarse a S0 mediante CI, pero también mediante una transición radiativa permitida de S1 a S0 que emite un fotón; este proceso se denomina fluorescencia.

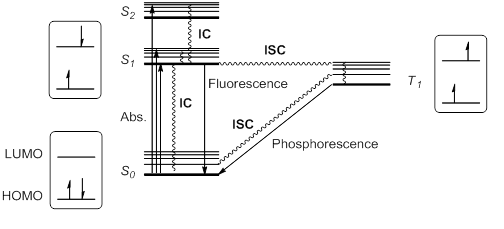
Diagrama de Jablonski. Las trayectorias radiativas se representan con flechas rectas; y las que no son radiativas, con segmentos ondulados.

Alternativamente, es posible que el estado excitado S1 sufra inversión de espín y genere un estado excitado triplete T1 que tenga dos electrones no apareados con el mismo espín. Esta violación de la regla de selección de espín es posible por cruce intersistema (ISC) de los niveles vibracionales y electrónicos de S1 y T1. Según la regla de Hund de máxima multiplicidad, este estado T1 sería algo más estable que S1.
Este estado triplete puede relajarse al estado fundamental S0 por CI sin radiación o por una vía de radiación llamada fosforescencia. Este proceso implica un cambio de espín electrónico, que está prohibido por las reglas de selección de espín, lo que hace que la fosforescencia (de T1 a S0) sea mucho más lenta que la fluorescencia (de S1 a S0). Así, los estados tripletes suelen tener tiempos de vida más largos que los estados singletes. 
Estas transiciones suelen resumirse en un diagrama de energía de estado o diagrama de Jablonski, paradigma de la fotoquímica molecular.
Estas especies excitadas, ya sean S1 o T1, tienen un orbital de baja energía medio vacío y, en consecuencia, son más oxidantes que el estado básico. Pero, al mismo tiempo, tienen un electrón en un orbital de alta energía y, por tanto, son más reductores. En general, las especies excitadas son propensas a participar en procesos de transferencia de electrones.

### Montaje experimental

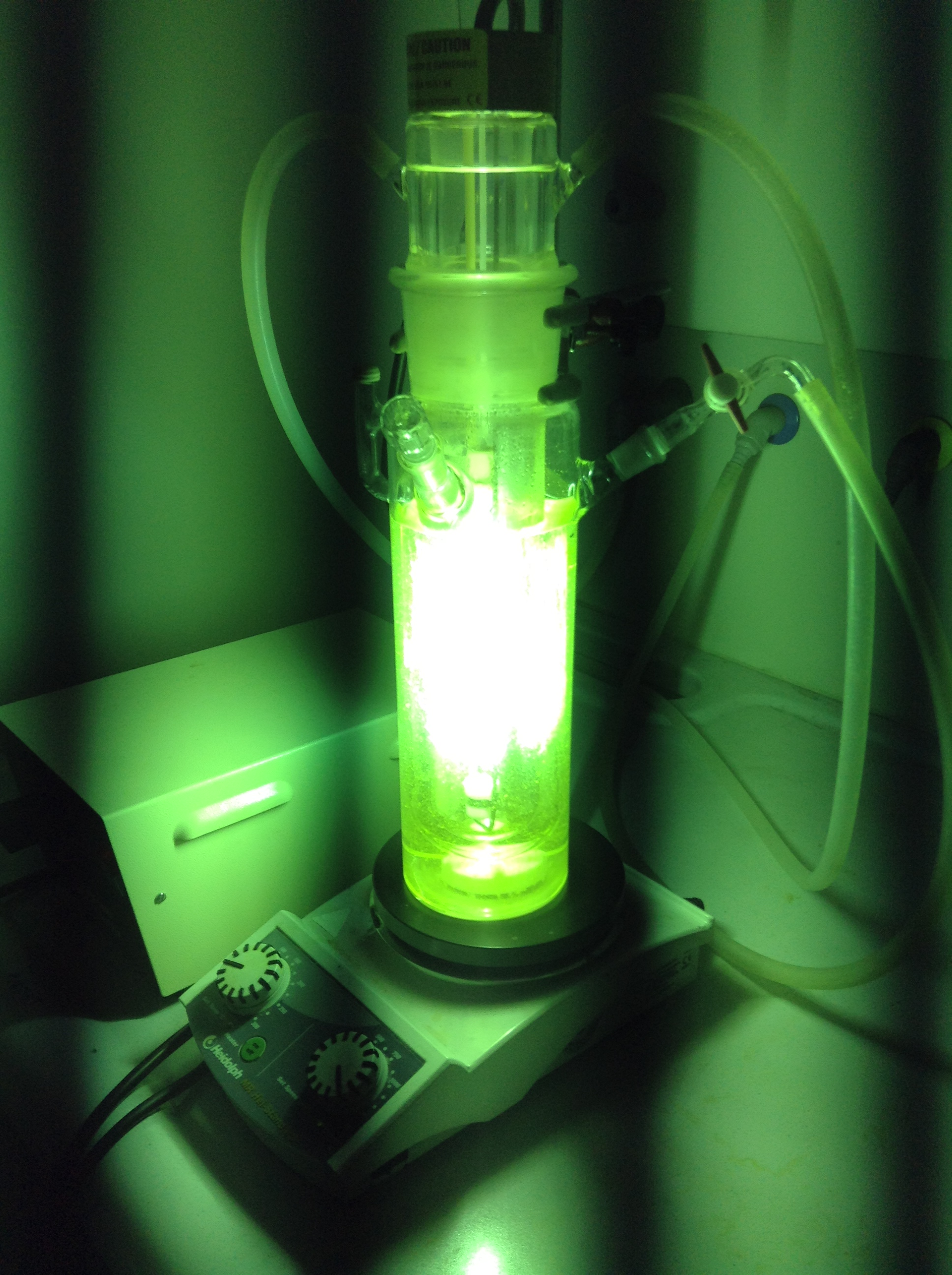
Reactor fotoquímico de pozo de inmersión (750 mL) con una lámpara de vapor de mercurio

Las reacciones fotoquímicas requieren una fuente de luz que emita longitudes de onda correspondientes a una transición electrónica en el reactivo. En los primeros experimentos (y en la vida cotidiana), la luz solar era la fuente de luz, aunque es policromática. Las  lámparas de vapor de mercurio son más comunes en el laboratorio. Las lámparas de vapor de mercurio de baja presión emiten principalmente a 254 nm. En el caso de las fuentes policromáticas, los rangos de longitud de onda pueden seleccionarse mediante filtros. Alternativamente, los haces láser suelen ser monocromáticos (aunque pueden obtenerse dos o más longitudes de onda utilizando óptica no lineal) y los LEDs tienen una banda relativamente estrecha que puede utilizarse eficazmente, así como las lámparas Rayonet, para obtener haces aproximadamente monocromáticos.
.

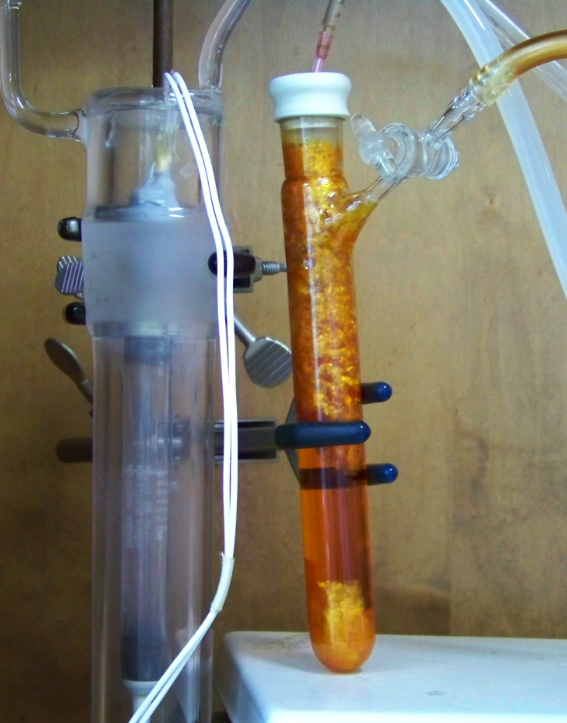
Tubo de Schlenk conteniendo lechada de cristales anaranjados de Fe_{2}(CO)_{9} en ácido acético tras su síntesis fotoquímica a partir de Fe(CO)_{5}. La lámpara de mercurio (conectada a cables de alimentación blancos) puede verse a la izquierda, colocada dentro de un tubo de cuarzo con camisa de agua

Por supuesto, la luz emitida debe llegar al grupo funcional objetivo sin ser bloqueada por el reactor, el medio u otros grupos funcionales presentes. En muchas aplicaciones se utiliza cuarzo tanto para los reactores como para contener la lámpara. El Pyrex absorbe a longitudes de onda inferiores a 275 nm. El disolvente es un parámetro experimental importante. Los disolventes son reactivos potenciales y, por este motivo, se evitan los disolventes clorados, ya que el enlace C-Cl puede provocar la cloración del sustrato. Los disolventes fuertemente absorbentes impiden que los fotones lleguen al sustrato. Los disolventes de hidrocarburos sólo absorben a longitudes de onda cortas, por lo que se prefieren para experimentos fotoquímicos que requieren fotones de alta energía. Los disolventes que contienen insaturaciones absorben longitudes de onda más largas y pueden ser útiles para filtrar longitudes de onda cortas. Por ejemplo, el ciclohexano y la acetona "cortan" (absorben fuertemente) a longitudes de onda inferiores a 215 y 330 nm, respectivamente.

### Fotoquímica en combinación conquímica de flujo
La fotoquímica de flujo continuo ofrece múltiples ventajas sobre la fotoquímica por lotes. Las reacciones fotoquímicas son impulsadas por el número de fotones que son capaces de activar moléculas causando la reacción deseada. La gran relación superficie/volumen de un microreactor maximiza la iluminación, y al mismo tiempo permite un enfriamiento eficiente, lo que disminuye los productos térmicos secundarios.

### Principios
En el caso de las reacciones fotoquímicas, la luz proporciona la energía de activación. Simplificando, la luz es un mecanismo para proporcionar la energía de activación necesaria para muchas reacciones. Si se emplea luz láser, es posible excitar selectivamente una molécula para producir un estado electrónico y vibracional deseado. Igualmente, la emisión de un estado particular puede ser monitorizada selectivamente, proporcionando una medida de la población de ese estado. Si el sistema químico está a baja presión, esto permite a los científicos observar la distribución de energía de los productos de una reacción química antes de que las diferencias de energía se hayan difuminado y promediado por colisiones repetidas.
La absorción de un fotón de luz por una molécula reaccionante también puede permitir que se produzca una reacción, no sólo llevando a la molécula a la energía de activación necesaria, sino también cambiando la simetría de la configuración electrónica de la molécula, permitiendo un camino de reacción inaccesible de otro modo, como se describe en las Reglas de selección de Woodward-Hoffmann. Una reacción de cicloadición 2+2 es un ejemplo de reacción pericíclica que puede analizarse utilizando estas reglas o mediante la teoría orbital molecular de frontera relacionada.
Algunas reacciones fotoquímicas son varios órdenes de magnitud más rápidas que las reacciones térmicas; a menudo se observan reacciones tan rápidas como 10-9 segundos y procesos asociados tan rápidos como 10-15 segundos.
El fotón puede ser absorbido directamente por el reactivo o por un fotosensibilizador, que absorbe el fotón y transfiere la energía al reactivo. El proceso opuesto se denomina apagamiento cuando un estado fotoexcitado es desactivado por un reactivo químico.
La mayoría de las transformaciones fotoquímicas ocurren a través de una serie de pasos simples conocidos como procesos fotoquímicos primarios. Un ejemplo común de estos procesos es la transferencia de protones en estado excitado.

## Regiones del espectro electromagnético

Ilustración del espectro electromagnético.

El espectro electromagnético es amplio, sin embargo, un fotoquímico se encontrará trabajando con algunas regiones clave. Algunas de las secciones más ampliamente usadas del espectro electromagnético incluyen:
- Luz visible: 400-700 nm
- Ultravioleta: 100-400 nm
- Infrarrojo cercano: 700-1000 nm
- Infrarrojo lejano: 15-1000 µm

## Reacción fotoquímica
En la reacción fotoquímica o reacción inducida por la luz, generalmente la luz actúa produciendo radicales libres en las moléculas, como HO o CH. Estas reacciones son típicas de la atmósfera, teniendo un papel importante en la formación de contaminantes secundarios a partir de gases emitidos por combustiones y actividades humanas, como los óxidos de nitrógeno (NOx) y los hidrocarburos. Otro interés de estas reacciones radica en su potencial uso en la oxidación de materia orgánica presente en aguas contaminadas (POA, o Procesos de oxidación avanzada), donde se emplean oxidantes tales como agua oxigenada u ozono, luz ultravioleta y dióxido de titanio como catalizador.
Las fotorreacciones tienen lugar fácilmente (siempre que pueda producirse la absorción de luz) porque la absorción de luz lleva a la molécula a un estado excitado que contiene más energía que el estado fundamental. Al contener más energía, la molécula excitada es más reactiva. La ventaja de la fotoquímica es que proporciona una vía directa y rápida para la reacción química.
"Las reacciones fotoquímicas" se producen como consecuencia de la aparición de oxidantes en la atmósfera, originados al reaccionar entre sí los óxidos de nitrógeno, los hidrocarburos y el oxígeno en presencia de la radiación ultravioleta de los rayos del sol. La formación de los oxidantes se ve favorecida en situaciones estacionarias de altas presiones asociados a una fuerte insolación y vientos débiles que dificultan la dispersión de los contaminantes primarios. Si se tienen reacciones iniciadas por energía procedente de luz, se denomina reacción fotoquímica. Se dice que las molécula de oxígeno en la reacción en el ambiente ha sido descompuesta fotoquímicamente o bien ha sufrido una fotólisis.
Dentro de este también encontramos como reacción fotoquímica como resultado de reacciones inducidas por la luz entre los contaminantes al llamado smog fotoquímico y a veces es descrito como "una capa de ozono en un lugar erróneo", en contraste con el ozono estratosférico.la formación de smog fotoquímico se produce por reacción de los óxidos de nitrógeno con los hidrocarburos volátiles, compuestos cada vez más comunes en ambientes urbanos. La formación de smog fotoquímico se favorece en condiciones de inversión térmica y en zonas expuestas a la radiación solar. Una localización donde la formación de smog es frecuente es en Los Ángeles, debido a que en esta ciudad convergen una serie de condiciones que facilitan su formación: tráfico denso, abundancia de radiación y situaciones de inversión térmica frecuente, sin embargo el tráfico rodado ha trasladado el problema a otras áreas urbanas. La frecuencia de smog se caracteriza por la acumulación de neblinas amarillentas constituidas por ozono y otro oxidantes, con los efectos nocivos descritos anteriormente.
Dentro de las reacciones fotoquímicas encontramos que se rige por una serie de leyes fundamentales como:
- Ley de absorción de Grotthus-Draper Una radiación no puede provocar acción química más que si es absorbida por un cuerpo (o un sistema de cuerpos); si no, no puede haber transmisión de energía lumínica.

Es conveniente señalar que las radiaciones que constituyen el color de un cuerpo son justamente las no absorbidas. No tienen, por lo tanto, efecto sobre el mismo. Por el contrario las radiaciones complementarias de este color son absorbidas y son susceptibles de acción. Por ejemplo, una sustancia de color verde emite el verde pero absorbe el rojo y el azul. No podrá ser descompuesta más que por estos dos últimos colores.
- Ley energética Para que una radiación luminosa actúe eficazmente, debe poseer una energía, por lo menos, igual a la necesaria para la transformación química.

Se sabe que la radiaciones poseen tanta más energía cuanto más cortas sean sus longitudes de onda (o más elevadas sean sus frecuencias). La energía transportada por un fotón viene dada por la expresión: {\displaystyle E=h\nu }, donde {\displaystyle \nu } es la frecuencia de la radiación y {\displaystyle h} es la constante de Planck, igual a 6,55x10-27 ergios.
- Ley de la equivalencia fotoquímica (o ley de Einstein) A cada fotón absorbido, corresponde una molécula descompuesta o combinada. Se sobreentiende que los fotones activos satisfacen la ley energética precedente. Según esto se comprueba que prácticamente el número de fotones activos absorbidos en una reacción química, corresponde raramente al número de moléculas descompuestas con el número de fotones absorbidos, se obtiene un rendimiento cuántico que varía entre amplios límites, de 0,1 a 1000 (y más). Sólo algunas reacciones tienen un rendimiento teórico igual a la unidad.

A pesar de estas contradicciones, no se puede poner en duda la validez de la ley de Einstein, y la razón de las variaciones experimentales es simple:
- Cuando la reacción química exige una aportación de energía (reacción endotérmica, como en el caso de los haluros de plata, r es todo lo más igual a 1. En general es más pequeño, como en la descomposición fotoquímica del clorhídrico gas, pues esta reacción es reversible.

Para descomponer el amoníaco NH3 en nitrógeno e hidrógeno, por los rayos ultravioletas, son precisos cuatro fotones por molécula ( = 0,25).
Según la longitud de onda, se puede modificar el equilibrio fotoquímica a un sentido u otro. Así, en la reacción reversible ácido maléico ácido fumárico donde con el ultravioleta (λ = 313 nm) existe un 44 % de ácido maleico y 56 % de ácido fumárico, mientras que con una onda más corta (λ = 200 nm), el ácido maleico se regenera, con un 75 % de ácido maleico y 25 % de ácido fumárico. En el primer caso, el rendimiento cuántico es de 0,03 mientras que se eleva a 0,1, por la reacción inversa.
- Cuando las radiaciones absorbidas provocan primero una activación de la molécula, que reacciona a continuación sobre una segunda molécula neutra para dar productos de descomposición, según el esquema siguiente:

{\displaystyle AB\ {\xrightarrow {\scriptstyle {h\nu }}}\ (AB)}
{\displaystyle (AB)+AB\longrightarrow 2A+2B}
el rendimiento cuántico es casi igual a 2.
Dentro de las tecnologías aplicadas a las reacciones fotoquímicas encontramos que estas tecnologías se basan en los efectos determinados por la luz en determinadas sustancias químicas mediante procedimientos pertenecientes a fenómenos físicos como la óptica y procedimientos mecánicos como el obturador.
La base de estas tecnologías se encuentra en un soporte de celuloide revestido de una emulsión de sales de plata sensibles a la luz y que se conoce con el nombre usual de película, para lograr la impresión de la película se requiere la acción de una cámara capaz de recoger la luz que reflejan los objetos y graduar su incidencia en la emulsión de la película para dejarla sensibilizada de forma que en el revelado se produzca una reacción química mediante la cual las sales de plata varían su colocación de diferente manera si se trata de película de blanco y negro o color en los lugares que han sido impactados por la luz, por tanto se produce un proceso de física óptica y un proceso químico.

## Sistemas de reacción fotoquímica
El propósito fundamental de la incorporación de reactores post-columna fotoquímica en un método de detección es la de convertir el analito a partir de un producto o colección de productos, que han mejorado significativamente las propiedades de la detección por fluorescencia (FL), la radiación ultravioleta (UV), la detección de la CE, etc .
Los aspectos más originales de la fotoquímica proporcionan la base para una serie de reacciones (por ejemplo, la fotólisis, photohydrolysis, reordenamientos intramoleculares, photodimerization, fotoionización y / o reacciones de transferencia de electrones).
Por lo general, las reacciones post-columna fotólisis son explotados en la CE, donde se somete a la disociación del analito para formar entidades electroactivos. Por ejemplo, los compuestos orgánicos nitrados producir el anión nitrito, que se oxida en un electrodo de carbón vítreo para formar nitrato. Modificación de la estructura química del analito es específica para el tipo de la reacción del analito es capaz de someterse a las condiciones de la fase móvil. Como consecuencia, cuando la comparación para los componentes de la matriz de la muestra, este efecto generalmente resulta en una mayor especificidad y selectividad para el analito y, con frecuencia, aumento de la sensibilidad.
- La conversión de una reacción fotoquímica depende, además de la concentración de los reactivos, de la intensidad, cantidad y longitud de onda de luz suministrada.

- La conversión de la reacción aumenta con la cantidad e intensidad de la energía lumínica suministrada.

- La energía lumínica suministrada por ciertas longitudes de onda de la luz son del orden de las energías de activación de muchas reacciones químicas, por tanto, provocan la reacción. En un rango de estas energías se centra la fotoquímica. Sin la citada energía lumínica, la reacción no tiene lugar.

- Según el modelo lineal radial, la intensidad recibida por la solución no es función de la coordenada axial.

- Una medida calculada a partir de dos valores con error tendrá un error asociado mayor que los errores asociados a cada uno de los valores a partir de los cuales ha sido calculada.